# Paper Scissors Stone
Paper Scissors Stone è il quarto e ultimo album del gruppo musicale pop rock britannico Catatonia, pubblicato il 6 agosto 2001 dall'etichetta discografica Blanco y Negro Records.
Si tratta dell'ultimo lavoro di inediti realizzato dal gruppo, dal quale è stato estratto un unico singolo, Stone by Stone, non particolarmente fortunato a livello di vendite. La promozione del disco, che ha raggiunto la sesta posizione della classifica britannica degli album, è terminata nel mese di settembre successivo, a causa dello scioglimento del gruppo.

## Tracce
1. Godspeed
2. Immediate Circle
3. Fuel
4. What It Is
5. Stone by Stone
6. The Mother of Misogyny
7. Is Everybody Here on Drugs?
8. Imaginary Friend
9. Shore Leave
10. Apple Core
11. Beautiful Loser
12. Blues Song
13. Village Idiot
14. Arabian Derby

Durata totale: 0:00

## Classifiche
| Classifica (2001) | Posizione raggiunta |
| ----------------- | ------------------- |
| Regno Unito       | 6                   |